# X³：地球人冲突
《X³：地球人冲突》（又译作）是德国游戏开发商Egosoft开发的一款空间模拟游戏，是X系列游戏的第四作。该游戏是基于《X³：重聚》，但剧情和游戏特性都是独立的。该游戏2008年10月于欧洲市场发行。
该游戏故事设定在《X³：重聚》的数百年前，地球人发展了跳跃门技术，在X宇宙中四处殖民，并与Xenon等族对抗。玩家可以扮演游戏中的多个角色。